# Gunnar Nordström

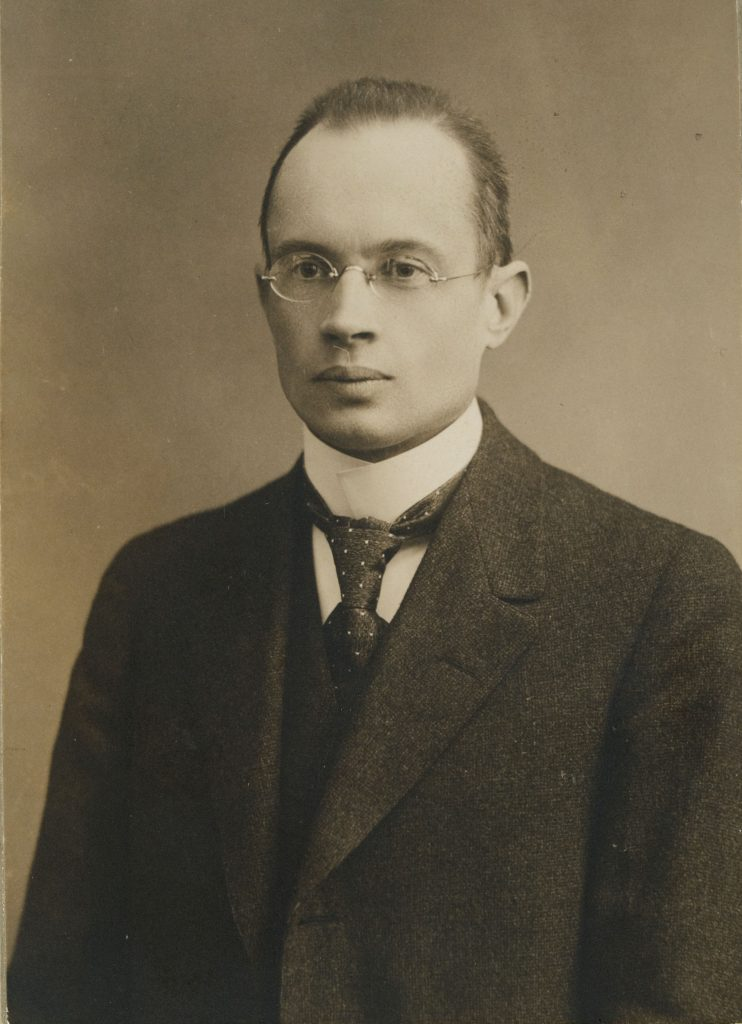
Gunnar Nordström

Gunnar Nordström (* 12. März 1881 in Helsinki; † 24. Dezember 1923 ebenda) war ein finnischer theoretischer Physiker, der bekannt ist für seine Theorie der Gravitation, die ein früher Konkurrent der Allgemeinen Relativitätstheorie war.
Nordström promovierte 1908 an der Universität Helsinki und wurde dort Dozent. Später arbeitete er mehrere Jahre in Leiden und wurde 1918 Professor an der Technischen Universität Helsinki.
1914 veröffentlichte Nordström seine Theorie, die eine zusätzliche Raumdimension enthielt und damit gleichzeitig Gravitation und Elektromagnetismus beschreiben konnte, die erste Theorie mit einer zusätzlichen Dimension; solche Theorien sind heutzutage bekannt als Kaluza-Klein-Theorien.
Während seiner Zeit in Leiden löste Nordström die Feldgleichungen für den sphärisch-symmetrisch geladenen Körper und erweiterte damit das Resultat von Hans Reissner für eine Punktladung. Die Metrik für nichtrotierende Ladungsverteilungen ist heutzutage bekannt als Reissner-Nordström-Metrik.
Nordström starb im Dezember 1923 im Alter von 42 Jahren.